# 贝甘蒂诺
贝甘蒂诺（義大利語：Bergantino），是意大利威尼托大区罗维戈省的一个市镇。总面积18.18平方公里，人口2616人，人口密度143.9人/平方公里（2009年）。ISTAT代码为029006。